# جاكلين جولد
جاكلين جولد (بالإنجليزية: Jacqueline Gold)‏ هي سيدة أعمال بريطانية، ولدت في 16 يوليو 1960 في بروملي ‏ في المملكة المتحدة.